# Scarthyla
Scarthyla är ett släkte av groddjur. Scarthyla ingår i familjen lövgrodor.
Kladogram enligt Catalogue of Life:
| Scarthyla | \| \| Scarthyla goinorum \| \| \| \| \| \| Scarthyla vigilans \| \| \| \| |
|           | \| \| Scarthyla goinorum \| \| \| \| \| \| Scarthyla vigilans \| \| \| \| |
|           | Scarthyla goinorum                                                        |
|           |                                                                           |
|           | Scarthyla vigilans                                                        |
|           |                                                                           |